# PathScale
PathScale Inc. — американская компания, разработчик компиляторов и кластерных решений.
PathScale основана в июле 2001 года под названием Key Research Томом Макуильямсом, который ранее основал компании Valid Logic Systems и Key Computer и успел поработать в SGI, Sun и Amdahl. Макуильямс стал первым техническим руководителем компании (CTO) и вскоре пригласил в компанию трёх бывших коллег (Джеффа Рубина, Джеффа Бротона и Фреда Чоу), с которыми работал вместе в начале 1980-х годах в Ливерморской национальной лаборатории над созданием суперкомпьютера S1. Фред Чоу к тому времени руководил разработкой компиляторов в SGI и MIPS, и был признан одним из ведущих специалистов в технологии компиляторов.
Первоначальной целью компании была разработка кластерных решений для Linux-серверов на основе недорогих 64-битных процессоров. В начале 2003 года с успехом процессоров AMD Opteron компания переключила усилия на другие продукты, в том числе высокопроизводительные компиляторы для 64-битных систем, а в конце 2003 года сменила название на PathScale, которое должно было напоминать о том, что изначально компания разрабатывала решения для кластеров.
Основным продуктом PathScale является программный пакет PathScale EKO Compiler Suite, распространяемый с июня 2011 года на условиях GPL v. 3.0. Об этом было официально объявлено 14 июня.